# Plectonchus extrematus
Plectonchus extrematus är en rundmaskart. Plectonchus extrematus ingår i släktet Plectonchus och familjen Panagrolaimidae. Inga underarter finns listade i Catalogue of Life.